# St. Sebald (Erlangen)

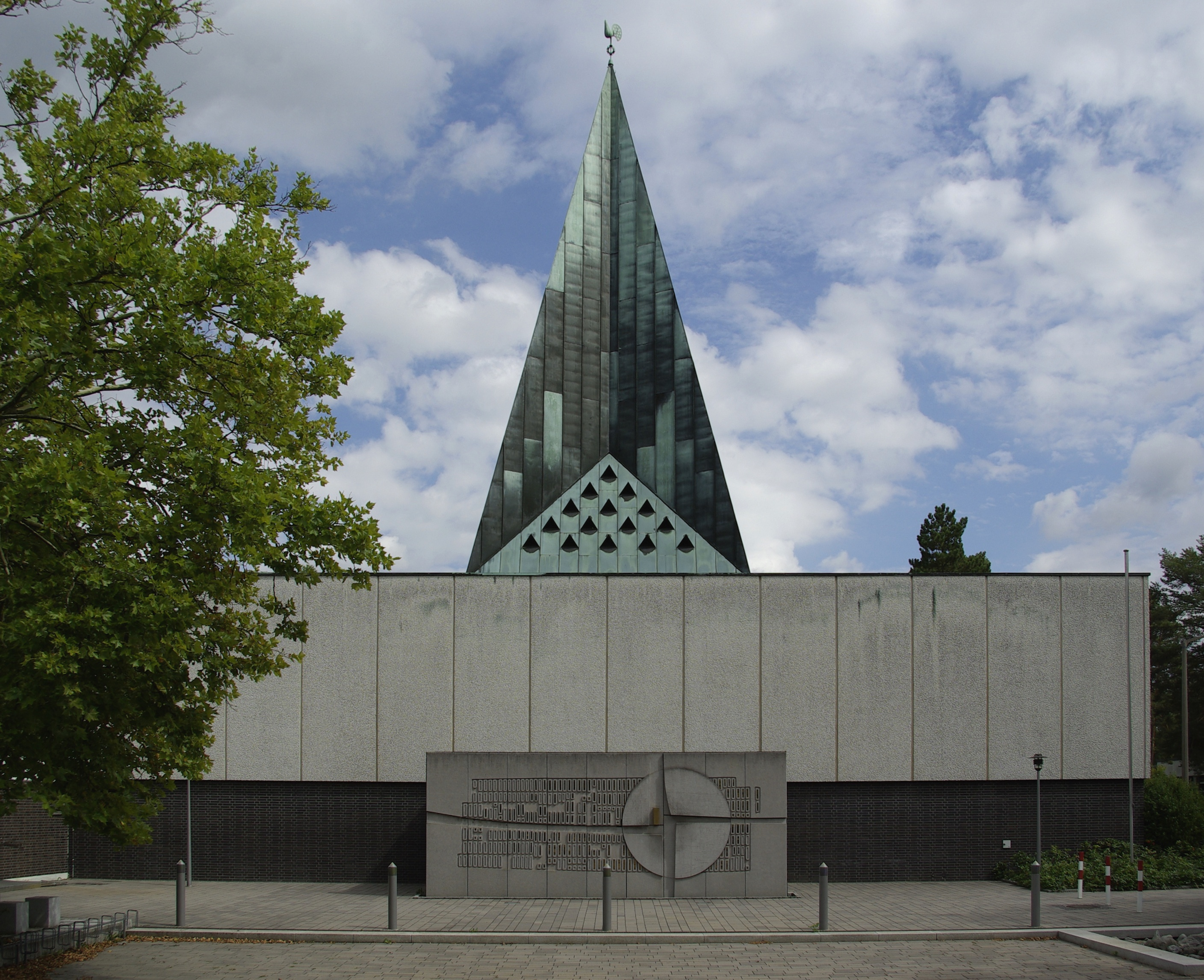
Außenansicht der Pfarrkirche St. Sebald von Südwesten

Die römisch-katholische Pfarrkirche St. Sebald ist ein moderner Zentralbau im Südosten der mittelfränkischen Stadt Erlangen. Das Gotteshaus wurde in den Jahren 1966/67 nach den Plänen des Erlanger Architekten Paul Becker errichtet und berücksichtigt bereits die neue Gestaltung der Liturgie nach den Vorgaben des Zweiten Vatikanischen Konzils (1962–1965).
Das Patrozinium des heiligen Sebald (Gedenktag: 19. August) wurde aufgrund der Lage der Pfarrkirche gewählt. Sie entstand – wie die umliegende Sebaldussiedlung und die benachbarte Technische Fakultät der Universität Erlangen – auf einer Rodungsfläche des Sebalder Reichswaldes. Dieser wiederum ist nach der Hauptkirche des gleichnamigen, nördlich der Pegnitz gelegenen Nürnberger Stadtteils benannt.
Der Pfarrsprengel umfasst neben der Sebaldussiedlung auch das Gebiet zwischen Gebbertstraße, Komotauer Straße, Stintzingstraße, Koldestraße und Paul-Gossen-Straße, die Siedlung rund um das 1978 erbaute Roncallistift der Caritas und den südlichen Teil des seit den 1990er Jahren neu entstandenen Stadtviertels Röthelheimpark. In diesem Bereich leben heute rund 3000 Katholiken.

## Geschichte
Durch den starken Zuzug von Heimatvertriebenen und Beschäftigten der Firma Siemens entstand nach dem Zweiten Weltkrieg im Süden Erlangens das heute als Sebaldussiedlung bezeichnete Wohngebiet. Wie seitens der evangelischen Christen (Thomaskirche, erbaut 1966–1969) entstand auch bei den Katholiken bald der Wunsch nach einem eigenen Gotteshaus. So wurde in den Jahren 1965 bis 1967 die heutige Pfarrkirche nach den Plänen des Erlanger Architekten Paul Becker erbaut. Am 17. September 1967 wurde sie durch den Bamberger Weihbischof Martin Wiesend geweiht. Zum 1. März 1968 wurde St. Sebald zu einer eigenständigen Pfarrei erhoben und von der Mutterpfarrei St. Bonifaz abgepfarrt.
In den folgenden Jahren wurde das Gemeindezentrum durch den Bau des Pfarrhauses, eines Kindergartens (1966, saniert 1998) und eines Jugendzentrums (1971) in unmittelbarer Nähe zur Kirche vervollständigt. Seit 2006 ist die Pfarrei St. Sebald mit den Nachbarpfarreien St. Bonifaz und Herz Jesu im Seelsorgebereich „Erlanger Mitte“ vereint. Dabei ist der Pfarrer von St. Bonifaz zugleich für St. Sebald zuständig.

## Beschreibung

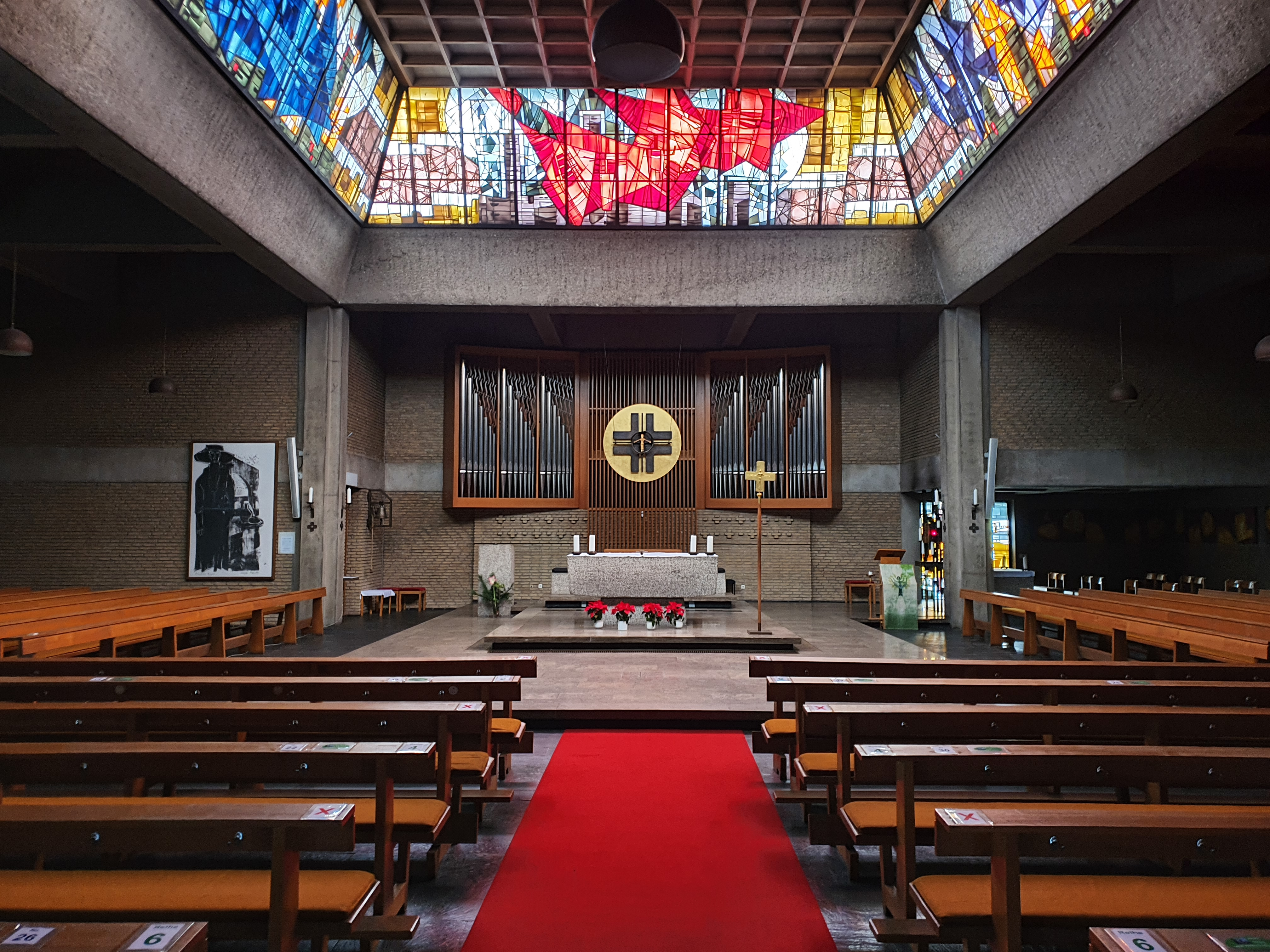
Innenraum

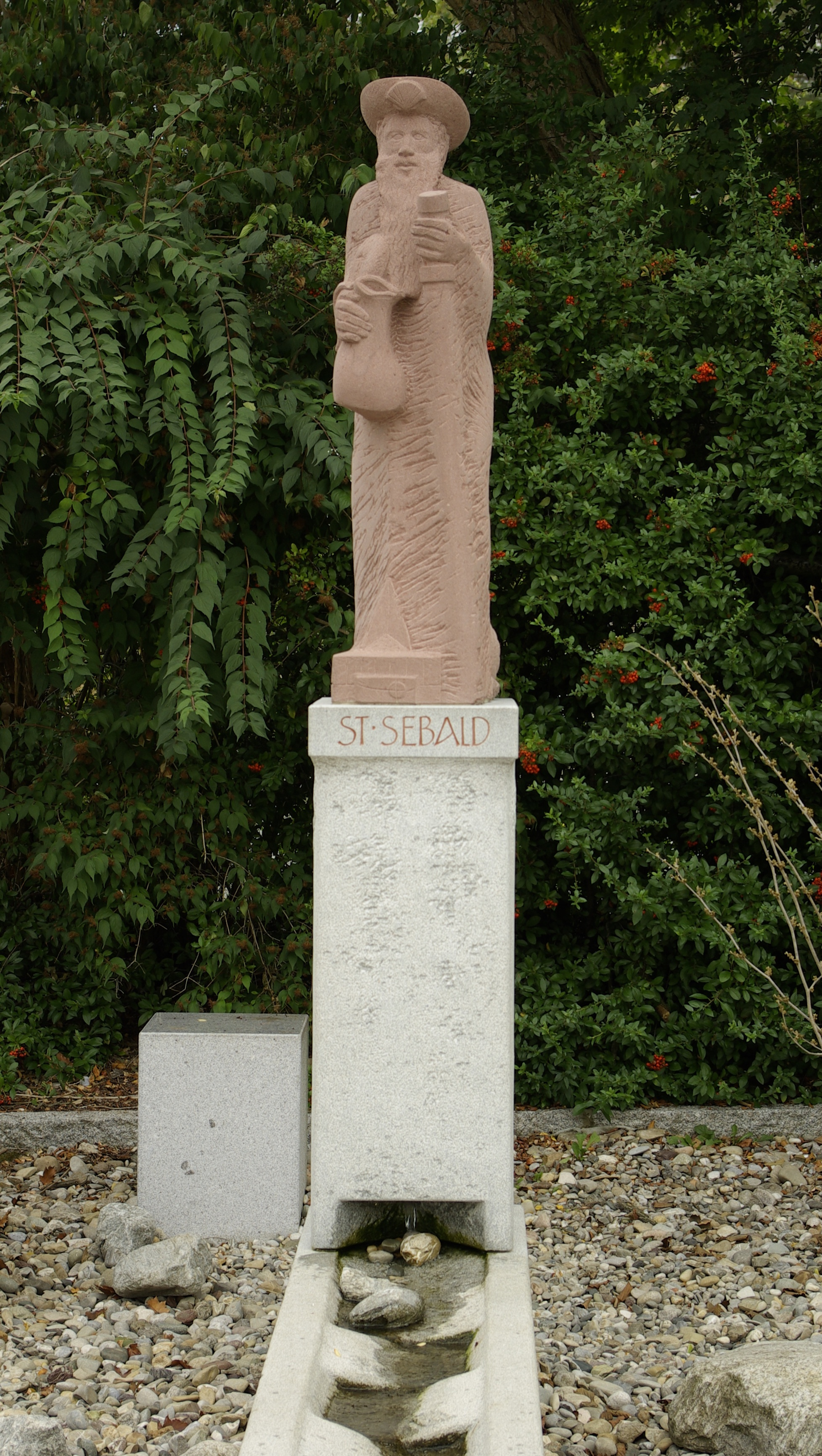
St.-Sebald-Brunnen auf dem Kirchenvorplatz

### Architektur
Der moderne Zentralbau, ein Betonskelettbau mit Ziegelausfachung, wurde über quadratischem Grundriss auf einer Fläche von 28 × 28 Metern errichtet. In der Mitte des Flachdaches erhebt sich ein 24 Meter hoher Turm in Form eines steilen, gefalteten Zeltdachs. Im Inneren ergibt sich dadurch ein baldachinartige Überdachung des Altarraumes. Dessen – im Sinne des Konzils – zentrale Position wird zusätzlich durch Band aus Buntglasfenstern ausgezeichnet. Auf drei Seiten des Altares versammelt sich die Gottesdienstgemeinde. Das Kirchengestühl bietet 300 bis 400 Personen Platz, die seitlich angeordnete Werktagskapelle weiteren 40 Gottesdienstbesuchern.
Das Hauptportal ist in einer kleinen Vorhalle an der Westfassade untergebracht. Diese wiederum zeichnet sich durch eine besondere Bauplastik aus, welche den Aufbruch der verkrusteten Welt durch das Evangelium symbolisiert. Auf dem Kirchenvorplatz wurde im Zuge einer Neugestaltung 2010 der St.-Sebald-Brunnen erbaut. In Roten Mainsandstein gehauen, steht der heilige Sebald als Pilger an einer Quelle und reicht den anderen Pilgern Brot und Wasser. Der Krug mit dem Wasser weist zum Portal der Pfarrkirche: Dort geht es im übertragenen Sinne zum „Wasser für das ewige Leben“.
Nordwestlich der Pfarrkirche steht auf mäanderförmigem Grundriss das Pfarrzentrum, bestehend aus einem Kindergarten, einem Jugendzentrum und einer seniorengerechten Wohnanlage der Joseph-Stiftung. Letztere befindet sich an der Stelle des ehemaligen Pfarrhauses.

### Ausstattung
Die Glasgemälde im Deckenbereich und in der Taufkapelle stammen von dem Kunstmaler Herbert Bessel. Über dem Altarraum ist unter anderem das Himmlische Jerusalem dargestellt.
Der Kreuzweg an der Nordwand der Kirche stammt von Pater Meinrad Dufner und dem Goldschmiedemeister Hans Barth aus der Benediktinerabtei Münsterschwarzach. Die Tafeln sind in Kupfer getrieben, die Holzanteile stammen aus Missionsstationen der Benediktiner in Afrika. Zu Ostern 2006 fand die Einweihung statt.

### Orgel
Die Orgel wurde 1978 von dem Hamburger Traditionsunternehmen Rudolf von Beckerath erbaut. Durch den Einbau im Bereich hinter dem Altarraum änderte sich die Raumarchitektur gravierend. Das Instrument umfasst 22 klingende Register auf zwei Manualen und Pedal mit insgesamt 1620 Pfeifen. Die Orgelweihe fand am 12. November 1978 statt.
Die Disposition lautet wie folgt:
| I Hauptwerk C–g3 |                  |        |
| 1.               | Gedackt-Pommer 0 | 16′    |
| 2.               | Prinzipal        | 08′    |
| 3.               | Rohrflöte        | 08′    |
| 4.               | Oktave           | 04′    |
| 5.               | Spielflöte       | 04′    |
| 6.               | Quinte           | 02 ⁄3′ |
| 7.               | Waldflöte        | 02′    |
| 8.               | Mixtur V         | 01 ⁄3′ |
| 9.               | Trompete         | 08′    |

| II Schwellwerk C–g3 |                   |                |
| 10.                 | Holzgedackt       | 8′             |
| 11.                 | Spitzgambe        | 8′             |
| 12.                 | Holzflöte         | 4′             |
| 13.                 | Prinzipal         | 2′             |
| 14.                 | Sesquialtera II 0 | 2 ⁄3′ + 1 3⁄5′ |
| 15.                 | Scharf IV         | 1'             |
| 16.                 | Krummhorn         | 8′             |
|                     | Tremulant         |                |

| Pedal C–f1 |                  |        |
| 17.        | Subbaß           | 16′    |
| 18.        | Offenbaß         | 08′    |
| 19.        | Rohrgedackt      | 08′    |
| 20.        | Choralbaß        | 04′    |
| 21.        | Rauschpfeife IV0 | 02 ⁄3′ |
| 22.        | Fagott           | 16′    |

- Koppeln: II/I, I/P, II/P
- Spielhilfen: 6 Setzer-Kombinationen

### Glocken
Das Geläut der Pfarrkirche St. Sebald umfasst vier Glocken aus der Glockengießerei Rudolf Perner in Passau. Diese wurden am 26. Juli 1992 feierlich geweiht.